# Richland (Pensilvania)
Richland es un borough ubicado en el condado de Lebanon en el estado estadounidense de Pensilvania. En el año 2000 tenía una población de 1508 habitantes y una densidad poblacional de 373 personas por km².

## Geografía
Richland se encuentra ubicado en las coordenadas 40°21′26″N 76°15′26″O / 40.35722, -76.25722.

## Demografía
Según la Oficina del Censo en 2000 los ingresos medios por hogar en la localidad eran de $45,729 y los ingresos medios por familia eran $52,063. Los hombres tenían unos ingresos medios de $35,208 frente a los $22,723 para las mujeres. La renta per cápita para la localidad era de $19,365. Alrededor del 3.2% de la población estaba por debajo del umbral de pobreza.